# 十河景滋
十河 景滋（そごう かげしげ、 永正7年（1510年）- 永禄2年（1559年））は、戦国時代の武将。別名、存春（まさはる）。讃岐国の国人で管領細川氏に仕える三好氏と共に仕える。讃岐十河城主。十河易正の子。

## 略歴
1526年（大永6年）、三好長慶と共に寒川元政攻略を計画するが事前に発覚し、寒川氏に急襲されて敗走する。
1530年（享禄3年）頃、嫡子金光が早世。三好氏の台頭と地盤強化のため、三好長慶の末弟一存を養子に迎える。